# Gluttons for Punishment
A Gluttons for Punishment a Queen együttes 1981. szeptember 25-étől 1981. október 18-áig tartó turnéja, amely Venezuelában és Mexikóban zajlott. Több tervezett fellépés is elmaradt különböző okok miatt.

## Története
Az év eleji argentin-brazil koncertek után 1981 őszén a Queen visszatért Dél-Amerikába.  Az újabb turnéra szeptember közepétől New Orleansban gyakorolt a zenekar. A koncert műsora annyiban változott csak az előző dél-amerikai körúton játszotthoz képest, hogy a Killer Queen és I’m in Love with My Car dalokat teljes egészében eljátszották, nem csak részletekben, illetve a Need Your Loving Tonight csak ritkán hangzott el, kikerült az állandó programból.
A turné Venezuela fővárosában Caracasban indult. Szeptember 25. és 27. között három este játszottak a 15 ezer férőhelyes Poliedro De Caracas sportarénában. A harmadik caracasi koncertről másfél órás tv-felvétel készült. A 29-ére és 30-ára tervezett két további fellépést törölni kellett a venezuelai elnök halála miatt. Ráadásul az egyhetes nemzeti gyász idejére az ország határait gyakorlatilag lezárták, szünetelt a vízumkiadás, és a Queen csak a határőrök megvesztegetésével tudta elérni, hogy ne ragadjon Venezuelában.
Egyhetes dallasi pihenő és szervezkedés után a zenekar Mexikóba utazott. Október 9-én adták az első koncertet Monterrey városában, az Universitario stadionban, ahová 45 ezer néző fért be. Október 17-én és 18-án, két este léptek fel 60-60 ezer néző előtt az ország negyedik legnagyobb városában, Pueblában, az Ignacio Zaragozáról elnevezett baseball stadionban. Az első előadás szinte teljes botrányba fulladt, mivel a stadion előtt várakozó hatalmas tömeg nyomására a kapuk beszakadtak, és így nem csak a jeggyel rendelkezők, de rengetegen mások is bejutottak a stadionon belülre. A koncert közepén a közönség soraiból cipőket, köveket, üvegdarabokat, fémcsavarokat, és a kalózfelvételek készítésére becsempészett magnókból a lemerült elemeket kezdték a színpadra dobálni. A zenekar ennek ellenére nem állt le és rendesen végigjátszotta a koncertet.
Az atrocitások miatt nehezen lehetett meggyőzni a Queen tagjait arról, hogy a másnapi koncertet is lejátsszák, de attól féltek, hogy a koncert elmaradása esetén lefoglalják a több kamionnyi felszerelésüket. A második pueblai koncert után a helyi szervező közölte a zenekarral, hogy az adóhatóság elkobozta a teljes bevételt. Ezek után a Queen úgy döntött, hogy azonnal elhagyja az országot, így a betervezett további mexikói fellépések örökre elmaradtak. Ez az újabb dél-amerikai kaland anyagilag komoly veszteséget jelentett az együttesnek.

## Közreműködők
- Freddie Mercury – ének, zongora, csörgődob, ritmusgitár
- Brian May – elektromos gitár, háttérvokál, bendzsó, akusztikus gitár
- Roger Taylor – dob, háttérvokál
- John Deacon – basszusgitár

## Koncertek
| Időpont              | Helyszín           |
| -------------------- | ------------------ |
| 1981. szeptember 25. | Venezuela, Caracas |
| 1981. szeptember 26. | Venezuela, Caracas |
| 1981. szeptember 27. | Venezuela, Caracas |
| 1981. október 9.     | Mexikó, Monterrey  |
| 1981. október 17.    | Mexikó, Puebla     |
| 1981. október 18.    | Mexikó, Puebla     |

## Dalok listája
Jellemző műsor
1. Intro
2. We Will Rock You (gyors változat)
3. Let Me Entertain You
4. Play the Game
5. Somebody to Love
6. Killer Queen
7. I’m in Love with My Car
8. Get Down, Make Love
9. Save Me
10. Now I’m Here
11. Dragon Attack
12. Now I’m Here (reprise)
13. Fat Bottomed Girls
14. Love of My Life
15. Keep Yourself Alive
16. Instrumental Inferno
17. Flash’s Theme
18. The Hero
19. Crazy Little Thing Called Love
20. Bohemian Rhapsody
21. Tie Your Mother Down
22. Another One Bites the Dust
23. Sheer Heart Attack
24. We Will Rock You
25. We Are the Champions
26. God Save the Queen

Ritkán előadot dalok
- Need Your Loving Tonight
- Jailhouse Rock
- Battle Theme